# ماونتن سیتی (نوادا)
ماونتن سیتی (به انگلیسی: Mountain City) یک منطقهٔ مسکونی در ایالات متحده آمریکا است که در شهرستان ایلکو، نوادا واقع شده‌است.